# 古沃
古沃（法語：Gouves，法語發音：[ɡuv]）是法国上法蘭西大區加来海峡省的一个市镇，属于阿拉斯区。

## 地理
古沃（50°17'54"N, 2°38'9"E）面积2.64 平方千米，位于法国上法蘭西大區加来海峡省，该省份为法国北部沿海省份，西北濒北海，南至索姆省，东临北部省。
与古沃接壤的市镇（或旧市镇、城区）包括：阿涅兹迪藏、蒙泰讷库尔、瓦尔吕。

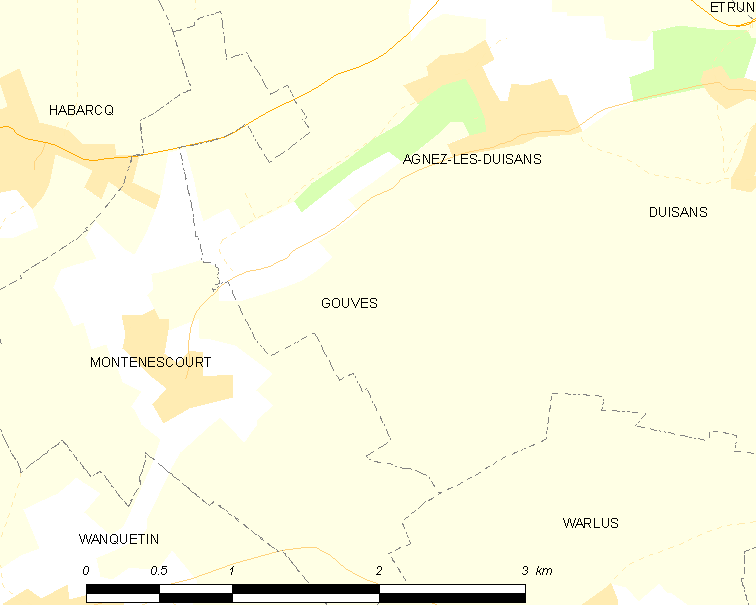
古沃的OSM定位图

古沃的时区为UTC+01:00、UTC+02:00（夏令时）。

## 行政
古沃的邮政编码为62123，INSEE市镇编码为62378。

## 政治
古沃所属的省级选区为阿韦讷勒孔特县。

## 人口

1962-2008年间古沃人口变化图示

古沃于2022年1月1日时的人口数量为197人。